# Autorretrato com colar de espinhos e beija-flor
Autorretrato com colar de espinhos e beija-flor é uma pintura de Frida Kahlo. A data de criação é 1940. A obra é do gênero autorretrato. Está localizada em Harry Ransom Center, em Austin.

## Descrição
A obra foi produzida com tinta a óleo. O quadro é um dos vários autorretratos realizados por Kahlo, normalmente interpretados como sendo um gênero terapêutico, na medida em que por meio dessas obras expressa suas dores e angústias.
Autorretrato com colar de espinhos e beija-flor é uma obra de dimensões reduzidas, que retrata Kahlo de frente, confrontando diretamente o espectador. A ênfase em seu rosto expressa-se pelas sobrancelhas, enquanto um colar de espinhos está ao redor de seu pescoço, descendo sobre seu peito, como raízes de uma árvore. À altura de seu pescoço há um beija-flor. Kahlo está rodeada de insetos e animais, o que dá uma sensação de selva ao quadro. Há um macaco ao lado de seu ombro direito, que olha suas próprias mãos, que mexem no colar de espinhos. Sobre a cabeça da pintora, há libélulas e borboletas. Do lado esquerdo, sobre o ombro de Kahlo, há uma pantera negra com olhos azuis.
O estilo do quadro foi descrito como decorativo, intimista, onírico, ingênuo e excêntrico. Há principalmente tons de verde, branco e preto. A selva, no fundo, contrasta com a sensação de congelamento da pintora. A posição das criaturas dá a sensação de uma situação encenada, como se Kahlo estivesse arranjado elementos simbólicos para comunicar um sentimento ou ideia.

## Contexto
Kahlo pintou esse autorretrato após seu divórcio de Diego Rivera e o fim de seu romance com o fotógrafo Nickolas Muray. Muray comprou o quadro logo após ter sido pintado.

## Histórico de exposição
A Universidade de Texas em Austin adquiriu o quadro em 1966. Desde 1990, foi exposto em vários locais:
- "Frida Kahlo," Philadelphia Museum of Art, Fevereiro - Maio, 2008[6]
- "In Wonderland: The Surrealist Activities of Women Artists in Mexico and the United States," Los Angeles County Museum of Art, Janeiro – Maio, 2012;[7] Musée National des Beaux-Arts du Québec, Cidade de Quebec, June - Setembro, 2012; Museo de Arte Moderno, Cidade do México, Setembro, 2012 - Janeiro, 2013.[8]
- "Frida Kahlo," Scuderie del Quirinale, Roma, Março - Agosto, 2014[9]
- "Frida: Art, Garden, Life," New York Botanical Garden, Maio - Novembro, 2015.[10]